# Повърхност на Рош
Повърхността на Рош е специална повърхност, ограждаща всяка от звездите в една двойна звездна система, в която веществото е гравитационно свързано със съответната звезда. Повърхността е кръстена в чест на френския астроном Едуар Рош.
Повърхността на Рош има капковидна форма, с връх (апекс), насочен към другата звезда (върхът на „капката“ съвпада с първата точка на Лагранж, наричана още L1). Ако звезда в краен еволюционен стадий се раздуе, ставайки по-голяма от своята повърхност на Рош, веществото извън нея попада в повърхността на Рош на другата звезда през точката на Лагранж..
Повърхността на Рош не бива да се бърка с границата на Рош, която представлява разстоянието от едно тяло, под което друго тяло бива разкъсвано от приливните сили на първото.